# Mariangelo Accursio

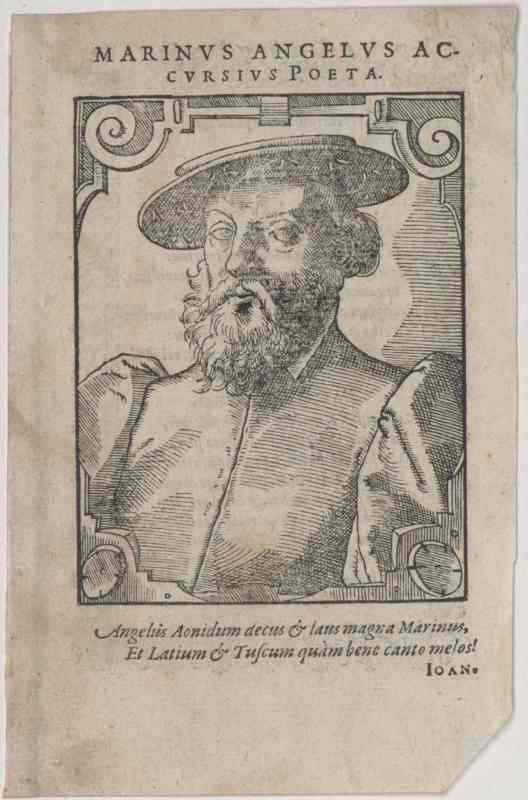
Marinus Angelus Accursius, Holzstich von 1589

Mariangelo Accursio (auch Mariangelo Accorso, latinisiert Mariangelus Accursius; geboren 1489 in L’Aquila; gestorben am 4. August 1546 ebenda) war ein italienischer Renaissance-Humanist, der vor allem als Philologe und Epigraphiker, aber auch als Dichter hervortrat. Bekannt ist er für seine philologischen Studien und die Herausgabe der Werke des Ammianus Marcellinus und des Cassiodor.

## Leben
Über Jugend und Ausbildung Mariangelo Accursios ist wenig bekannt. Sein Vater Giovan Francesco Accursio stammte möglicherweise aus Norcia und diente der Gemeinde von L’Aquila als Amtsschreiber. Wahrscheinlich unterrichtete er seinen Sohn in den ersten Jahren selbst. Ab dem Jahr 1513 ist der Aufenthalt Accursios in Rom nachzuweisen.

### Rom
Accursio war bei der Verleihung des römischen Bürgerrechts an Giuliano und Lorenzo de’ Medici, Bruder und Neffe des frisch gewählten Papstes Leo X., am 13. und 14. September 1513 zugegen. Anlässlich der damit verbundenen Theateraufführungen auf dem Kapitolsplatz schrieb und publizierte er nach eigenen Angaben innerhalb von drei Tagen sein erstes Werk: Osci et Volsci dialogus ludis Romanis actus – eine Satire, die sich dem lateinischen Stil des Humanisten Giovan Battista Pio (1460–1540), dessen Archaismen und sprachlichen Rückgriffen auf Apuleius widmete. Giovan Battista Pio war 1512 von Papst Julius II. an die Schule von Rom berufen worden, an der er sein „Unwesen“ trieb. Das mehrmals – zum Beispiel um 1517 von Philipp Melanchthon – nachgedruckte Stück stellt sich als Dialog zwischen den Protagonisten Oscus und Volscus dar und gehört zu den wichtigen Zeugnissen humanistischer Polemik über Fragen eines angemessenen lateinischen Stils.
Widmungen und Erwähnungen, etwa von Hieronymus Aleander, belegen, dass Accursio einige Jahre den literarischen Zirkeln Roms angehörte. In der Johannes Goritz (um 1455–1527, besser bekannt als Ianus Corycius) unter dem Titel Coryciana gewidmeten und von Blosio Palladio zusammengestellten Sammlung lateinischer Gedichte wurden sein Carmen Protrepticon ad Corycium und ein Epigramm veröffentlicht. Möglicherweise mit dem Namen Accursio zu verbinden ist die noch vor Drucklegung anzusetzende Überarbeitung der anonym herausgegebenen Epigrammata antiquae Urbis, die 1521 bei Giacomo Mazzocchi gedruckt wurden, aber dem 1517 erteilten Privileg zufolge wohl bereits früher in Angriff genommen worden waren. Es handelt sich bis heute um eine der umfangreichsten Veröffentlichungen zu den Inschriften Roms, deren Zusammenstellung dem florentinischen Priester Francesco Albertini, im Jahr 1510 Verfasser eines ersten Kunstführers zu Rom, zugeschrieben wird. Der nicht eindeutig zu ermittelnde Überarbeiter überprüfte so weit möglich die Originalinschriften kritisch, das Ergebnis wurde auf den letzten acht Folia als umfangreicher Errata-Apparat dem Werk beigefügt. Sicher mit Accursio zu verbinden ist die dem Werk beigegebene Abkürzungsliste, die er nach Valerius Probus besorgt hatte, wobei er dessen Schrift De notis antiquarum litterarum gleichsam als Einleitung im Rahmen des Werkes edierte.

### Im Dienst der Hohenzollern

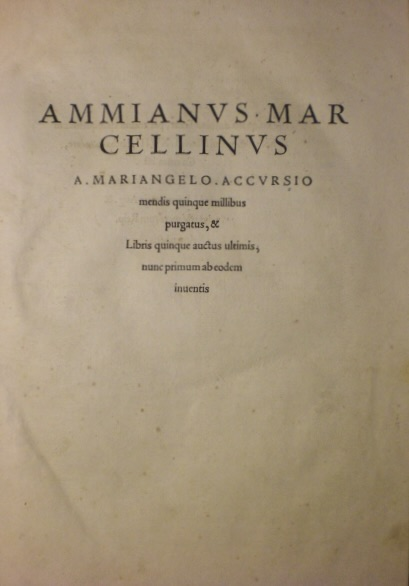
Titelblatt der Ammianus-Marcellinus-Ausgabe von Mariangelo Accursio (1533)

Als um das Jahr 1520 die jungen Prinzen Gumpert und Johann Albrecht von Brandenburg aus dem Haus der Hohenzollern nach Rom kamen, um ihrer Erziehung den letzten Schliff zu geben, trat Accursio in deren Dienst. Mit dem Titel eines Majordomus versehen führte er deren Haushalt in Rom. Um das Jahr 1522 unternahm er mit beiden eine ausgedehnte Reise durch Ungarn, Deutschland, Polen und Litauen. Nach Rom zurückgekehrt, veröffentlichte er 1524 eines seiner philologischen Hauptwerke, die Diatribae – eine Studie über die Werke des Ausonius, des Solinus und die Metamorphosen Ovids. Die textkritische Untersuchung, in der er seine umfangreichen Kenntnisse der griechischen und lateinischen Literatur bewies, widmete er den beiden Prinzen. Eine polemische Streitschrift Testudo, in der er sich gegen einen von unbekannter Seite erhobenen Plagiatsvorwurf wehrte und deren älteste Fassung aus dem Jahr 1520 stammt, hatte er ebenfalls den beiden gewidmet.
Accursio blieb bis 1532 im Dienst der brandenburgischen Hohenzollern, dabei beständig auf Reisen. 1525 war er in Deutschland und Frankreich, von 1525 bis 1529 in Spanien am Hof Karls V., in Norditalien und Deutschland in den Jahren 1529 und 1530, in Rom 1530 und abermals in Deutschland bis 1532. An allen Orten setzte er seine epigraphischen Studien fort, deren Früchte in zwei Kodizes der Biblioteca Ambrosiana unter den Siglen D 420 inf. und O 125 sup. aufbewahrt werden. Insbesondere bezüglich des spanischen Materials sind sie bedeutend und umfassen zudem auch frühchristliche Inschriften. Im nach Regionen organisierten Corpus Inscriptionum Latinarum verteilen sich die berücksichtigten Inschriften Accursios über sieben verschiedene Bände.
Es ist nicht bekannt, warum Accursio den Dienst der Hohenzollern verließ. Im Jahr 1533 stand er in Kontakt mit Anton Fugger und hielt sich in Augsburg auf. Hier veröffentlichte er 1533 die erste, von ihm um fünf Bücher auf achtzehn vermehrte Gesamtausgabe des erhaltenen Werkes von Ammianus Marcellinus. Die Bücher XXVII–XXXI des mit Buch 14 einsetzenden Werkes waren bis dahin unpubliziert. Das Werk widmete er Anton Fugger. Im gleichen Jahr erschien in Augsburg bei Heinrich Steiner (Henricus Siliceus) die Erstausgabe der Variae Cassiodors, der Accursio noch dessen Schrift De anima beigab. Von den Variae waren 1529 lediglich Auszüge durch Johannes Cochläus publiziert worden, Accursio legte erstmals den gesamten Text vor und widmete das Buch dem Kardinal Albrecht von Brandenburg.

### Rückkehr nach Italien
Im Juni 1533 reiste Accursio zurück nach L’Aquila, hielt aber weiterhin Kontakt sowohl zu den Fuggern als auch den Hohenzollern. Als Friedrich von Brandenburg im Jahr 1536 in Genua starb, verfasste er das Epitaph. In L’Aquila heiratete er Caterina Lucentini Piccolomini, mit der er einen 1563 gestorbenen Sohn Casimiro hatte. Im Jahr 1538 erhielt er das volle Bürgerrecht der Stadt, im Jahr darauf wurde er Kämmerer der Stadt. Weiterhin führten ihn bis 1545 Reisen nach Rom, Neapel und nach Deutschland an den Kaiserhof. L’Aquila war 1528 von Karl V. für die spanische Krone erobert und mit einer mächtigen Trutzburg gegen die unzufriedenen Einwohner versehen worden. Zudem unterstand die Stadt seitdem dem Fürstentum Orange. Da seine Botschaftsreisen trotz seiner Kontakte zu Karl V. keine Besserung für die Lage der Stadt brachten, wurde Accursio von den weiteren Verhandlungen zurückgezogen. Er starb am 4. August 1546 und wurde in der Basilica di San Bernardino in L’Aquila beigesetzt.

## Werke
- Osco, Volsco, Romanaque eloquentia interlocutoribus, dialogus, ludis Romanis actus. Guillery, Rom 1513 (Digitalisat).
- Diatribae. Marcellus Argenteus, Rom 1524 (Digitalisat).
- Ammianus Marcellinus a Mariangelo Accursio mendis quinque millibus purgatus, atque libris quinque auctus ultimis, nunc primum ab eodem inuentis. Silvanus Otmar, Augsburg 1533 (Digitalisat).
- Magni Aurelii Cassiodori Variarum Libri XII. Item De anima liber unus. Recens inventi, & in lucem dati a Mariangelo Accursio. Henricus Siliceus, Augsburg 1533 (Digitalisat).